# Jos Gielen
Josephus Johannes (Jos) Gielen (Rucphen, 26 september 1898 - Beneden-Leeuwen, 6 augustus 1981) was een Nederlands politicus en letterkundige. Gielen was een katholiek politicus, exponent van het verzuilde onderwijs. 

## Onderwijs
Na een opleiding aan de kweekschool werd hij in 1918 onderwijzer in St. Willebrord. Tussen 1922 en 1938 was hij verbonden aan de RK Middelbare Handelsdagschool in Hulst, eerst als leraar Nederlands en geschiedenis en vanaf 1932 als directeur. In 1938 stapte hij over naar de onderwijsinspectie en vervulde de functies van inspecteur lager onderwijs te Roosendaal en vanaf 1945 hoofdinspecteur lager onderwijs te Nijmegen. Van 1949 tot 1969 was hij hoogleraar pedagogiek aan de Radboud Universiteit te Nijmegen.

## Letterkunde
Vanuit Hulst studeerde hij aan de Universiteit Gent Nederlandse letterkunde en promoveerde in 1931 summa cum laude op het proefschrift De wandelende jood in de volkskunde en letterkunde, over de Ahasverus-bewerkingen in de West-Europese letterkunde. Daarnaast publiceerde hij artikelen op het grensvlak van heemkunde, letterkunde en dialect in het Land van Hulst in het jaarboek en tijdschrift van de Oudheidkundige Kring ‘De Vier Ambachten’ te Hulst. Mede vanuit zijn inspectie- en hoogleraarschap stelde hij bloemlezingen en literatuurgeschiedenissen voor het middelbaar onderwijs samen, zoals het driedelige Belangrijke letterkundige werken. Leidraad bij de studie der Nederlandse literatuur, dat lange tijd als handboek in gebruik was. 

## Politiek
Na de bevrijding was hij voorzitter van de Provinciale Raad van Noord-Brabant van de Gemeenschap Oud Illegale Werkers Nederland (G.O.I.W.N.).
Daarnaast werd hij al snel politiek actief. Hij maakte als minister van Onderwijs in het eerste kabinet-Beel drastisch een einde aan de aanzetten voor een cultuurbeleid en tot onderwijsvernieuwing van zijn voorganger Van der Leeuw. Hij ontsloeg vele ambtenaren die hij overbodig achtte. Gielen bracht een wettelijke subsidie voor het bijzonder Hoger Onderwijs tot stand. Na zijn ministerschap was hij korte tijd Tweede Kamerlid en van 1956 tot 1966 senator. In de loop der jaren werd hij steeds minder behoudend. Hij bedankte na de Nacht van Schmelzer als lid van de KVP.
- Biografisch Portaal: 02141246
- Digitale Bibliotheek voor de Nederlandse Letteren: giel002
- Gemeinsame Normdatei: 1055202048
- International Standard Name Identifier: 0000 0000 7909 5524
- Library of Congress Control Number: no2001042617
- Nationale Bibliotheek van Israël: 987007261603305171
- Nederlandse Thesaurus van Auteursnamen: 068425082
- Parlement.com: vg09ll11worn
- Système universitaire de documentation: 083641920
- Virtual International Authority File: 97845323
- WorldCat: E39PBJcKMJgqq6CfvRGw3tHgrq